# Clinteria atra
Clinteria atra är en skalbaggsart som beskrevs av Christian Rudolph Wilhelm Wiedemann 1823. Clinteria atra ingår i släktet Clinteria och familjen Cetoniidae.

## Underarter
Arten delas in i följande underarter:
- C. a. thailandica
- C. a. kangeanica
- C. a. belitungana
- C. a. baweanica
- C. a. tichyi
- C. a. boettcheri
- C. a. flavomarginata
- C. a. sumatrana
- C. a. vidua
- C. a. biguttata
- C. a. dives
- C. a. egens